# Andrzej Męciński
Andrzej Męciński  z Kurozwięk (zm. 1618 r.) – absolwent uczelni w Lipsku, kalwinista, kasztelan wieluński (ok. 1603 r.), starosta brzeźnicki (2 kwietnia 1590-8 sierpnia 1602).
Syn Barbary Męcińskiej z Kobylańskich, i Alberta Męcińskiego,
brat Jana Męcińskiego (pułkownika znaku pancernego) i Anny Męcińskiej.
Był kalwinem, chociaż jego brat Wojciech Męciński (1598-1643), był jezuitą, misjonarzem, podróżnikiem, a ich wuj Krzysztof Kobylański (ok. 1520-1565) był poetą.
Był wybrany prowizorem przez protestancko-prawosławną konfederację wileńską w 1599 roku.
Andrzej Meciński był współwłaścicielem ziem koło Dukli, Barwinka, Działoszyna i m. Smereczne (od 1592 r.).
Około roku 1600 Andrzej Męciński w Działoszynie wzniósł obronny dwór.
Krzysztof Drohojowski, poślubił jego córkę Katarzynę Męcińską. Gdy w 1600 r. miasto Duklę wraz z okolicznymi miejscowościami otrzymał Krzysztof Drohojowski, w 1601 r. sprzedał je (teściowi) Andrzejowi Męcińskiemu.
W 1611 roku, gdy właściciel Działoszyna Andrzej Męciński - "gorliwy jak i jego bracia dysydent - (kalwinista)" powrócił do katolicyzmu, odzyskują katolicy w tej miejscowości świątynię.
We wrześniu 1617 r. Andrzej Męciński był uczestnikiem wyprawy na Moskwę, gdy Władysław IV Waza podjął kolejną próbę opanowania tronu carów. Pospieszył na pomoc hetmanowi wielkiemu litewskiemu Janowi Karolowi Chodkiewiczowi. Podczas tej wyprawy w 1618 r. Andrzej Męciński poległ. Po śmierci jego w 1618 r., dziedziczną część miasta Dukli dostała żona Andrzeja (poślubiona przez Stanisław Niemirę (zm. 1646/48), wojewodę podlaskiego), a resztę odziedziczyli jej synowie (np. Andrzej Męciński (zm. ok. 1619) poseł, uczestnik rokoszu Zebrzydowskiego) i matka. W 1636 r. sprzedała ona swą część Dukli Franciszkowi Bernardowi Mniszchowi (ok. 1590-1661), bratu carowej Maryny, staroście sanockiemu, kasztelanowi sądeckiemu.